# Colom de São Tomé
El colom de São Tomé (Columba thomensis) és una espècie d'ocell de la família dels colúmbids (Columbidae) que habita boscos de l'illa de São Tomé. Fou descrit per José Vicente Barbosa du Bocage en 1888.

## Descripció
L'espècie té 37 x 40 centímetres de llarg.

## Distribució
Les espècies del colom es troben a les àrees com Chamico al nord-oest, Lagoa Amelia, Zampalma, Nova Ceilão i Bombaim, en les zones centrals prop de Formoso Pequeno cap al sud fins a la vall de Rio Lo Grande i Xufexufe i les valls Ana Chaves.

## Conservació i estatus
La supervivència continuada del colom de São Tomé depèn de detenir la destrucció de l'hàbitat a la resta de les selves de les terres baixes de São Tomé, així com la supervivència d'altres tres ocells: ibis nan, oriol de São Tomé i xot de São Tomé.